# Ipogeo di Padru Jossu
L'ipogeo di Padru Jossu è un sito archeologico prenuragico situato nel territorio di Sanluri, nella provincia del Medio Campidano.

## Descrizione
L'ipogeo venne ricavato scavando nella roccia arenaria ed è composto da una camera di forma rettangolare; l'ingresso alla tomba era situato nella parete ovest. Il sito venne utilizzato durante il calcolitico e la prima età del bronzo dalle genti della cultura di Monte Claro e del Vaso Campaniforme. Tra gli oggetti di corredo rinvenuti si segnalano ceramiche, collane, oggetti in argento e rame e brassard. I resti di scheletri di animali fanno ipotizzare delle offerte rituali in onore dei defunti.

## Antropologia fisica
Circa 20 crani appartenenti allo strato del campaniforme permettono di stabilire che quella di Padru Jossu fosse una popolazione eterogenea in cui convivevano genti indigene dolicomorfe (77%) e brachimorfe presumibilmente provenienti dall'esterno (23%), da associare ai portatori del vaso a campana giunti sull'Isola dall'Europa continentale.